# 99 saker med Erik & Mackan
99 saker med Erik & Mackan är ett svenskt tv-program med Erik Ekstrand och Mackan Edlund som hade premiär på TV6 den 10 oktober 2012. TV-serien är en uppföljare till den tidigare serien 99 nya saker med Erik & Mackan med samma huvudpersoner från hösten 2011.

## Handling
Under tio avsnitt beger sig Erik & Mackan ut i världen för att testa 99 olika saker som de anser att man måste ha gjort innan man dör.
Här är deras lista för säsong 1: 

1 köra Lamborghini countach 

2 komma först in på dreamhack 

3 åka kust till kust i USA 

4 göra en god gärning 

5 vara superhjälte för en dag 

6 lära sig hantera alkohol 

7 tämja en naturkraft 

8 satsa stort i LAS vegas 

9 flyga ett gammalt propellerplan 

10 bestiga en vulkan 

11 hjälpa en vän ur drogträsket 

12 ha en egen kebabgrill 

13 ha en ölkran hemma 

14 ha en egen smörkyl 

15 köra zemboni 

16 kör lyftkran 

17 hjälpa ett djur i nöd 

18 sväva 

19 köra Gotland grand national 

20 köra Gotlandsfärja 

20 åka formula offroad 

21 tatuera sig 

22 bli profet i sin egen hemstad 

24 spela världens mest extrema golfhål 

25 besöka Cadillac ranch 

26 hoppa bungyjump 

27 simma med vithajar 

28 runda godahoppsudden 

29 uppfinna en egen sport 

30 övernatta på en kyrkogård 

31 spela fotboll på super bowl-stadion 

32 flyga stridsflygplan 

33 lära sig spela ett instrument 

34 åka på ”the big five-safari” 

35 lyckas i Amerika 

36 bygga en motordriven soffa 

37 fylla en jumpasal med smör - strykt punkt 

38 peppra 

39 åka motorcykel med sidovagn 

40 dra en piss i Mississippi 

41 simma mellan två kontinenter 

42 gå på frat party 

43 sitta i finkan 

44 skjuta kanon 

45 spela utomhuspingis 

46 stycka något 

47 djuphavsfiske 

48 åka fläktbåt 

49 bli vän med en kändis 

50 köra Nascar 

51 bli itusågad av en trollkarl 

52 köra grävmaskin 

53 spela hockey med landslaget 

54 äta belugakaviar 

55 tävla i ätning 

58 ordna en fet fest - strykt punkt 

61 hålla en presskonferens 

62 installera en egen pissoar hemma 

 
65 lära sig surfa 

71 släppa en fis i rymden 

74 tölta på islandshäst 

76 vara med i en amerikans talkshow 

79 blåsa glas 

80 ge blod 

81 krypa upp i stjärten och försvinna 

82 göra ett vetenskapligt experiment 

85 skaffa en riktigt onödig pryl 

88 rida med en vacker man i soluppgången 

89 hitta den perfekta ljudbilden 

90 namnge en egen drink 

94 åka redneck skiing 

95 bli accepterad av en flock 

96 loopa 

97 hovra 

98 göra mensatestet 

99 tuta med en riktigt stor tuta 